# Florin
Pour les articles homonymes, voir Florin (homonymie).

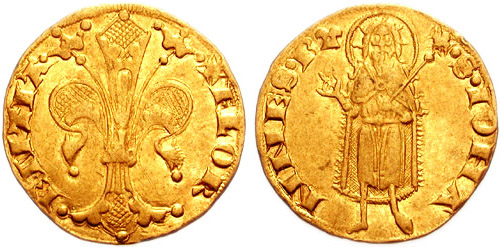
Fiorino d'oro, frappé à Florence en 1347 (or, 3,49 g). La fleur de lys stylisée à l'avers caractérise ce type d'émission.

Le florin est le nom de différentes monnaies européennes, initialement frappées en or. Leur abréviation usuelle était fl. ou ƒ pour floren ou florenus. Dans les langues germaniques, on dit gulden, qui signifie « en or ».
Ces pièces en or frappées initialement à Florence (Toscane) au XIIIe siècle, dénommées florenus en latin et fiorino en italien, étaient largement acceptées à travers l'Europe. Leur nom latin vient de la fleur de lys, symbole de Florence, qui les ornait. Celles-ci ont plus tard été utilisées comme modèle pour frapper des monnaies nationales.

## Les deux siècles qui ont permis au florin de s'imposer
L'accélération de l'histoire de Florence se produit à la mort de l'empereur germanique Frédéric II, en 1250. Après un affrontement à Figline Valdarno, la population florentine chasse Farinata degli Uberti, le chef de la faction des gibelins, et décide de se libérer de l'emprise des grandes familles, entamant une décennie prospère incluant la conquête de San Gimignano, Poggibonsi et Volterra ainsi que la paix avec Arezzo, Sienne, Pistoia et Pise.
Au même moment, les cinq corporations des arts majeurs — c'est-à-dire les associations de marchands et d'artisans — imposent la fondation, en 1250 du « gouvernement du premier peuple », dirigé par un capitaine issu de la population extérieure pour éviter les rivalités entre familles ou corporations. Une réforme constitutionnelle du même type sera votée en 1270 dans la république de Venise pour interdire les conflits entre familles.
Le florin, principale monnaie du Moyen Âge et la première en or, est créé en 1252 par la corporation des changeurs et banquiers — l’Arte del Cambio — de Florence, qui est l'une des cinq corporations majeures. Florence est suivie douze ans plus tard par Saint-Louis qui crée en 1264 le gros tournois d'argent et l'écu, appelé aussi Louis d'or, interdisant par la même occasion aux féodaux de battre monnaie. Puis c'est Venise qui crée en 1284 le sequin d'or. Le florin d'or s'apprécie progressivement par rapport au florin d'argent. Le premier sert à l'investissement, le second aux dépenses quotidiennes.
Le florin d'or équivaut à deux florins d'argent. Au début personne n'en veut, mais sa pureté (le titrage ou la proportion d'or pur qu'il contient, soit 3,5 grammes) va peu à peu l'imposer. Sa fabrication est dirigée par deux signori della zecca élus tous les six mois par les capitudini des arts, appartenant l'un à la corporation des changeurs l'autre à celle des lainiers, auxquels on adjoignait deux essayeurs de l'or et l'argent.
Le florin servira à l'expansion rapide des entrepreneurs florentins, qui jouent la carte de l'abondance d'argent pour consolider le prestige du nouveau florin d'or. En 1297, les Frescobaldi s'associent avec la couronne d'Angleterre pour le développement des mines d'argent de la région du Devon, près de la Cornouaille, où la production double en 1298 grâce aux creusements des "areines" qui permettent de drainer l'eau des mines.
En 1297 aussi, le roi d'Angleterre sanctionne le roi de France Philippe le Bel, qui avait en 1294 puis 1296 dévalué l'écu d'or en diminuant son poids : il décide le blocus des exportations britanniques de laine brute vers la France, ce qui pénalise les quatre villes tisserandes des Flandres de France (Arras, Ypres, Bruges et Gand) et provoque en 1302 à Bruges une révolte ouvrière se traduisant par l'assassinat de centaines de personnalités proches du roi de France.
Dès les années 1270-1280, une partie des tisserands de ces quatre villes, en forte expansion, s'était révoltée par des grèves contre les propriétaires/importateurs. Les meilleurs tisserands poursuivent leur protestation en émigrant en Angleterre mais surtout à Florence, où la République toscane a en effet promu un cadre fiscal plus accueillant. Après le blocus de 1297, les banquiers florentins (les Bardi, Frescobaldi et autres famille Peruzzi) importent la laine britannique, grâce au florin, pilier d'un système financier compétitif, avec préfinancement des campagnes, lettre de change, chèque et réseau de succursales. Le florin permet une stratégie d'importation des meilleures laines brutes, très demandées partout, pour faire du drap. Au début des années 1300, plus de 30 000 tisserands s'activent dans la capitale toscane, où est inventé le métier à carder en bois et où éclate en 1378, après la grande peste de 1347, la révolte ouvrière des ciompi. La famille Peruzzi aura jusqu'à 16 comptoirs en Europe au milieu du XIVe siècle.
Le florin servit aussi à financer l'entrée de la couronne d'Angleterre dans la guerre de Cent Ans grâce aux premiers vrais canons, qui perforent les murs des citadelles françaises. C'est la famille Peruzzi de Florence qui prête, en prenant des gages sur les mines du Devon, rachetées aux Frescobaldi par la Couronne d'Angleterre. Un siècle plus tard, des canons plus puissants permettent au Dauphin Louis XI (dirigeant déjà, de fait, la couronne de France) et à son fidèle compagnon le roi René de Provence de mettre fin à la guerre de cent ans, de mater les grands féodaux, puis de signer en 1482 la paix d'Arras avec une Bourgogne en pleine ascension. L'état moderne est né, grâce à ses banquiers italiens. Il inspire très vite la montée en puissance de l'État espagnol (sous Charles Quint), financé par les banquiers allemands, les Fugger, enrichi par les mines d'argent de la Saxe puis appauvri par l'afflux d'argent des Amériques.
Entre-temps, revers de la médaille, la confiance dans le florin d'or a entraîné des dépenses excessives des débiteurs anglais (comme ce sera aussi le cas en 1555 en Espagne), ce qui mène en octobre 1343, au défaut de remboursement des prêts octroyés à Édouard III d'Angleterre, qui a accumulé une dette totale de 1 355 000 florins, ce qui entraîne un krach bancaire à Florence, dans lequel est emportée la famille Peruzzi, mais aussi leurs rivaux, les Bardi. Ruinées, ces familles seront marginalisées et condamnées à l'exil par les Medicis après l'échec de la conjuration des Pazzi en 1478.

## AuXVesiècle, le florin n'est plus seulement battu par Florence

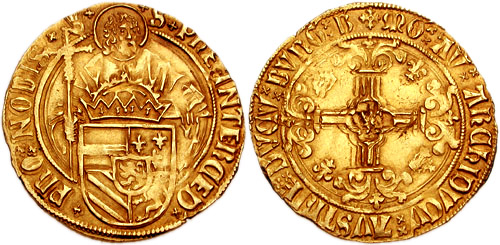
Florin du XVIe siècle (frappé sous Charles Quint).

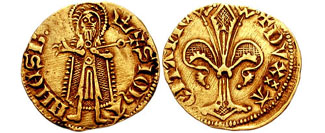
Florin d'or frappé à Bordeaux en 1352.

Alors que la grande peste de 1347 a réduit la population européenne de 40 % environ, il faut attendre la fin de la guerre de Cent Ans pour que la croissance économique et démographique reparte, en même temps que la demande de monnaie, stimulée par les dépenses de la fin de la guerre.
Une ordonnance du 11 juin 1454 crée un florin frappé à Valenciennes par Philippe le Bon, en raison de la hausse continuelle du prix de l'or, mais pendant seulement deux ans. Cette hausse sera également à l'origine de la création du florin de Bourgogne créé 12 ans après en 1466 à l'époque de Charles le Téméraire.
Puis dès 1477-1478, le florin d'or des Autrichiens concurrence le ducat hongrois et le florin rhénan. La production d'argent autrichien explosant ensuite, les florins d'argent se multiplient, et la production des mines du Tyrol fait plus que doubler en quinze ans, passant de 14 622 marcs en 1470-1474 à 26 147 marcs en 1475-1479, puis à 34 651 en 1480-1484.

## Le florin néerlandais

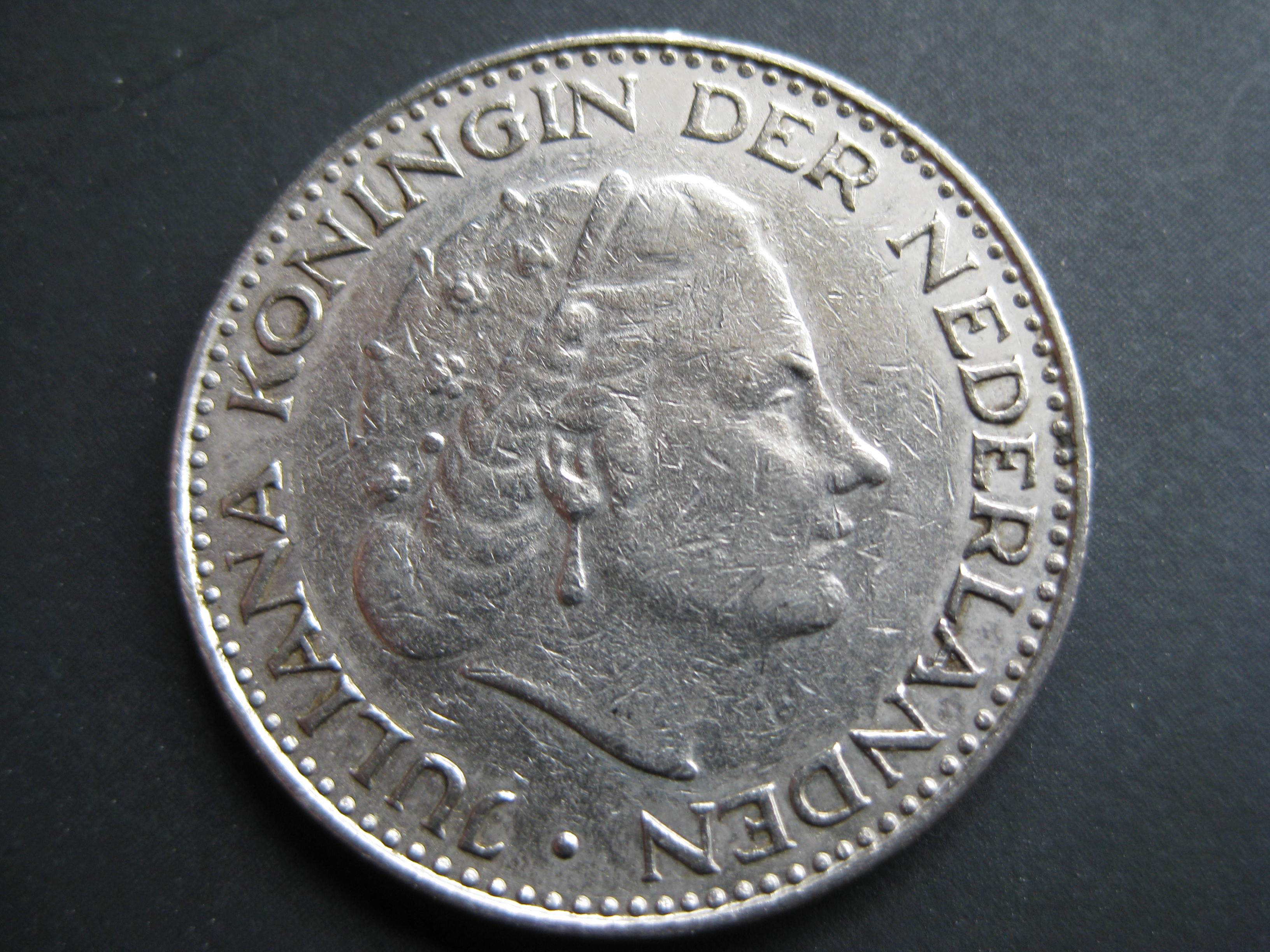
Florin néerlandais de 1967, représentant la reine Juliana

Le florin s'est imposé comme unité de compte des Pays-Bas (Gulden en néerlandais) depuis au moins le XVIIe siècle comme en témoigne par exemple La Pièce aux cent florins (1649), fameuse gravure de Rembrandt. Par la loi du 28 septembre 1816, après la chute de l'empire de Napoléon, le florin devient la monnaie officielle du royaume uni des Pays-Bas. Le gouvernement, en vue de protéger la valeur du florin décide de faire frapper la mention « God zij met ons » (« Dieu soit avec nous ») sur le listel de la pièce. Entre 1815 et 1830, la monnaie était frappée dans deux ateliers du Royaume : Utrecht et Bruxelles. Dans les décennies 1980 et 1990, marquées par les crises monétaires européennes, le florin néerlandais reste une monnaie forte, amarrée au mark allemand, qui s'efface ensuite devant l'euro.

## Unités monétaires actuelles
- Les Antilles néerlandaises utilisent le florin des Antilles néerlandaises (code ISO 4217 : ANG).
- Aruba utilise le florin arubain (code ISO 4217 : AWG).
- La Hongrie utilise encore son forint (code ISO 4217 : HUF), nom hongrois du florin.
- La Pologne utilise encore son nouveau złoty (code ISO 4217 : PLN), également appelé gulden[réf. nécessaire]. Les mots gulden et złoty signifient tous deux étymologiquement « en or ».

## Unités monétaires obsolètes

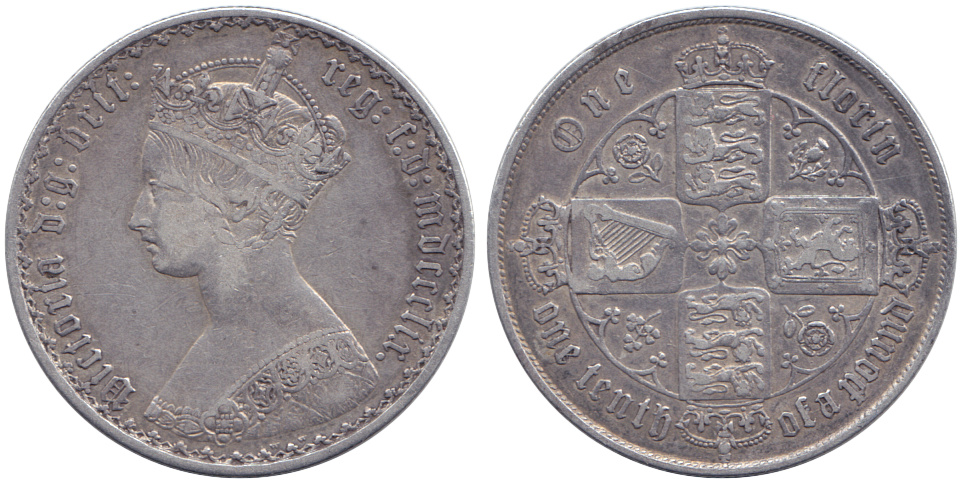
Florin (2 shillings) 1859. Royaume-Uni, reine Victoria. Argent sterling.

- Le royaume uni des Pays-Bas, puis les Pays-Bas ont utilisé des florins (code ISO 4217 NLG), gulden en néerlandais (jusqu'à leur remplacement par l'euro). Leurs territoires non européens les utilisent toujours.
- Le duché de Brabant et la principauté de Liège l'utilisèrent au XVIIe siècle et XVIIIe siècle.
- La monarchie autrichienne a utilisé le florin (Gulden, florenus), entre autres pour les Pays-Bas espagnols, puis, dès 1744, les Pays-Bas autrichiens. L'Autriche-Hongrie utilise ensuite le florin austro-hongrois (Gulden, forint, florenus) depuis sa constitution en 1867 jusqu'à son remplacement en 1892 par la couronne austro-hongroise.
- Plusieurs anciens États de l'actuelle Allemagne ont également frappé des florins (Gulden).
- Plusieurs anciens États, constitués aujourd'hui en cantons, de l'actuelle Suisse l'ont fait aussi.
- Le Royaume-Uni nommait florin une pièce d'une valeur de 2 shillings (ou 1/10 de £) jusqu'en 1971 (remplacée par la pièce de 10 p, de même valeur).
- Le Suriname a remplacé son florin surinamien par le dollar du Suriname en janvier 2004.